# Lilieci, Bacău
Lilieci este un sat în comuna Hemeiuș din județul Bacău, Moldova, România.